# Soyatlán de Afuera
Soyatlán de Afuera es una localidad del estado mexicano de Jalisco. Es parte del municipio de Tamazula de Gordiano.

## Toponimia
El nombre «Soyatlán» proviene de los términos en náhuatl: tzoyatl, soyate; tlan, lugar de abundancia. Su significado es «Lugar donde abundan los soyates».

## Demografía
| Gráfica de evolución demográfica |
|                                  |

| Censo | Población |
| ----- | --------- |
| 1900  | 330       |
| 1910  | 336       |
| 1921  | 424       |
| 1930  | 481       |
| 1940  | 381       |
| 1950  | 628       |
| 1960  | 788       |
| 1970  | 959       |
| 1980  | 1 017     |
| 1990  | 1 602     |
| 2000  | 2 010     |
| 2010  | 1 543     |
| 2020  | 1 810     |